# Challenge des champions 1972
Navigation
Brest 1971 Brest 1973
Le Challenge des champions 1972 est la seizième édition du Challenge des champions.
Disputée le 26 juillet 1972 au Stade de Bon Rencontre à Toulon devant 5 117 spectateurs, la rencontre est remportée par le SEC Bastia contre l'Olympique de Marseille sur le score de 5-2,.

## Participants
La rencontre oppose l'Olympique de Marseille au Sporting Étoile Club de Bastia. Les Marseillais se qualifient au titre de leur doublé Coupe-Championnat et les Bastiais se qualifient à la suite de leur place de finaliste en Coupe de France.

## Rencontre
Le Bastiais Marc Kanyan Case ouvre le score 1-0 à la 15e puis François Félix accentue l'écart à 2-0 à la 24e minute. Marseille marque un but sur pénalty à la 31e minute par l'intermédiaire de Josip Skoblar. Claude Papi transforme aussi un pénalty deux minutes plus tard pour le SEC Bastia. Le score est de 3-1 à la mi-temps. Serge Lenoir marquent et porte le score à 4-1 pour Bastia à la 59e minute. Georges Franceschetti  réduit l'écart à 4-2 à la 81e minute puis Lenoir inscrit un dernier but pour Bastia à la 88e minute et permet à son club de remporter le trophée sur un score final de 5-2.
Le bastiais Georges Calmettes et le marseillais Skoblar sont exclus du terrain par l'arbitre à dix minutes du terme de la rencontre.

## Feuille de match
| Titulaires :   |                       |     |
|                |                       |     |
|                | Ilija Pantelić        | 45e |
|                | Vittorio Mosa         |     |
|                | Jean-Louis Hodoul     |     |
|                | Jean-Louis Luccini    |     |
|                | Jean-Claude Tosi      |     |
|                | Charles Orlanducci    |     |
|                | Georges Calmettes 80e |     |
|                | Serge Lenoir          |     |
|                | François Félix        |     |
|                | Claude Papi           |     |
|                | Marc Kanyan Case      |     |
|                |                       |     |
| Remplaçants :  |                       |     |
|                | Guy Rossat            | 45e |
|                |                       |     |
| Entraîneur :   |                       |     |
| Pierre Cahuzac |                       |     |

| Titulaires :  |                       |     |
|               |                       |     |
|               | Georges Carnus        |     |
|               | Jean-Pierre Lopez     |     |
|               | Jules Zvunka          |     |
|               | Bernard Bosquier      | 73e |
|               | Édouard Kula          |     |
|               | Jacques Novi          |     |
|               | Joseph Bonnel         |     |
|               | Jean-Louis Hodoul     |     |
|               | Gilbert Gress         |     |
|               | Georges Franceschetti |     |
|               | Josip Skoblar 80e     |     |
|               | Jacques Bonnet        | 62e |
|               |                       |     |
| Remplaçants : |                       |     |
|               | Antal Nagy            | 62e |
|               | Rolland Courbis       | 73e |
|               |                       |     |
| Entraîneur :  |                       |     |
| Kurt Linder   |                       |     |

| Titulaires :   |                       |     |
|                |                       |     |
|                | Ilija Pantelić        | 45e |
|                | Vittorio Mosa         |     |
|                | Jean-Louis Hodoul     |     |
|                | Jean-Louis Luccini    |     |
|                | Jean-Claude Tosi      |     |
|                | Charles Orlanducci    |     |
|                | Georges Calmettes 80e |     |
|                | Serge Lenoir          |     |
|                | François Félix        |     |
|                | Claude Papi           |     |
|                | Marc Kanyan Case      |     |
|                |                       |     |
| Remplaçants :  |                       |     |
|                | Guy Rossat            | 45e |
|                |                       |     |
| Entraîneur :   |                       |     |
| Pierre Cahuzac |                       |     |

| Titulaires :  |                       |     |
|               |                       |     |
|               | Georges Carnus        |     |
|               | Jean-Pierre Lopez     |     |
|               | Jules Zvunka          |     |
|               | Bernard Bosquier      | 73e |
|               | Édouard Kula          |     |
|               | Jacques Novi          |     |
|               | Joseph Bonnel         |     |
|               | Jean-Louis Hodoul     |     |
|               | Gilbert Gress         |     |
|               | Georges Franceschetti |     |
|               | Josip Skoblar 80e     |     |
|               | Jacques Bonnet        | 62e |
|               |                       |     |
| Remplaçants : |                       |     |
|               | Antal Nagy            | 62e |
|               | Rolland Courbis       | 73e |
|               |                       |     |
| Entraîneur :  |                       |     |
| Kurt Linder   |                       |     |